# Dubai
L'emirat de Dubai (àrab: امارة دبي, imārat Dubayy) és un dels set emirats dels Emirats Àrabs Units (EAU). La capital és la ciutat de Dubai, que forma una conurbació amb Sharjah i Ajman. Està situat a la península Aràbiga, al sud del golf Pèrsic, i té la població més gran dels Emirats, tot i que la seva superfície és força més petita que la d'Abu Dhabi, que és l'emirat més gran. Dubai i Abu Dhabi són els dos únics emirats que tenen dret de vet sobre les decisions del poder legislatiu, el Consell Federal Suprem. La ciutat de Dubai va ser capital (residència de l'agent polític britànic) dels Estats del Trucial Oman després del 1954; anteriorment la capital havia estat Sharjah. El 1971, amb la independència dels Emirats Àrabs Units, la capital del nou estat es va establir a Abu Dhabi.

## Geografia
L'emirat de Dubai està situat a la costa del golf Pèrsic i està més o menys a nivell del mar (16 metres per sobre). L'emirat comparteix fronteres amb els emirats d'Abu Dhabi al sud i Sharjah al nord-est. A més, l'enclavament de Hatta, envoltat pel territori d'Oman al sud i a l'est, per Huwaylat (Ras al-Khaimah) al nord, i per l'enclavament de Masfut (Ajman) a l'oest. El golf Pèrsic voreja la costa occidental de l'emirat. Dubai té una superfície de 4.114 km², cosa que representa una expansió significativa respecte al seu territori original (3.885 km²) gràcies a les terres guanyades al mar.
Dubai està format per tres zones diferenciades: una zona costanera amb els principals assentaments i sobretot les ciutats de Dubai i Jebel Ali, que s'estenen cap a l'interior en alguns punts fins a uns 15 km; la zona interior de Dubai, desèrtica amb dunes d'arena, però rics camps de petroli i gas, i la zona agrícola de muntanya de l'enclavament de Hatta o Hajarain.
El territori de l'emirat és al desert d'Aràbia. La topografia de Dubai és força diferent de la del sud dels Emirats Àrabs Units, ja que gran part del paisatge de Dubai es caracteritza pels deserts de sorra, mentre que els deserts de grava dominen gran part de la regió sud dels EAU. La sorra està composta principalment per petxines i corall triturats i és molt fina, neta i blanca. A l'est de la ciutat de Dubai, les planes costaneres amb crostes de sal, conegudes com a sabkha, donen pas a una línia de dunes en direcció nord-sud. Més cap a l'est les dunes es fan més grans i es tenyeixen de vermell a causa de l'òxid de ferro.

### Clima
Dubai té un clima àrid, els estius són extremament càlids, ventosos i secs, amb una temperatura mitjana alta, al voltant de 40 °C durant el dia i de 30 °C durant la nit. Gairebé cada dia de l'any és assolellat. Els hiverns són frescos i curts, amb una temperatura mitjana de 23 °C i 14 °C durant la nit. Les precipitacions han anat augmentant durant les últimes dècades amb una pluja acumulada de fins a 150 mm per any.

### Població
La població a finals del 2006 era d'1.422.000 habitants (un any abans era d'1.130.000), amb un creixement de 26.000 persones al mes; el 75,5% dels habitants eren homes i el 24,5%, dones. Encara que les xifres sobre residents no es van facilitar, al voltant del 85% eren estrangers. Els naixements en un any van ser 12.385. Les morts anuals van ser de prop de 1.700 i els casaments, vora 2.700. El nombre de telèfons mòbils a l'emirat és de 2.210.000 i el de línies de telèfon, de 547.375. Gairebé un milió de turistes i viatgers van visitar l'emirat.
La població autòctona pertany a les tribus Al Sudan, Al Marar, Al Mazari, Al Bu Muhayr, Al Hawamil, Al Kumzan, Al Mahariba, Al Sabayis i Al Bu Falah, totes membres de la confederació tribal dels Banu Yas, i a la tribu beduïna dels Al Manasir. El clan governant és el dels Al Falasa, de la tribu Rawashid, i la família és la dels Al Maktoum.

## Economia

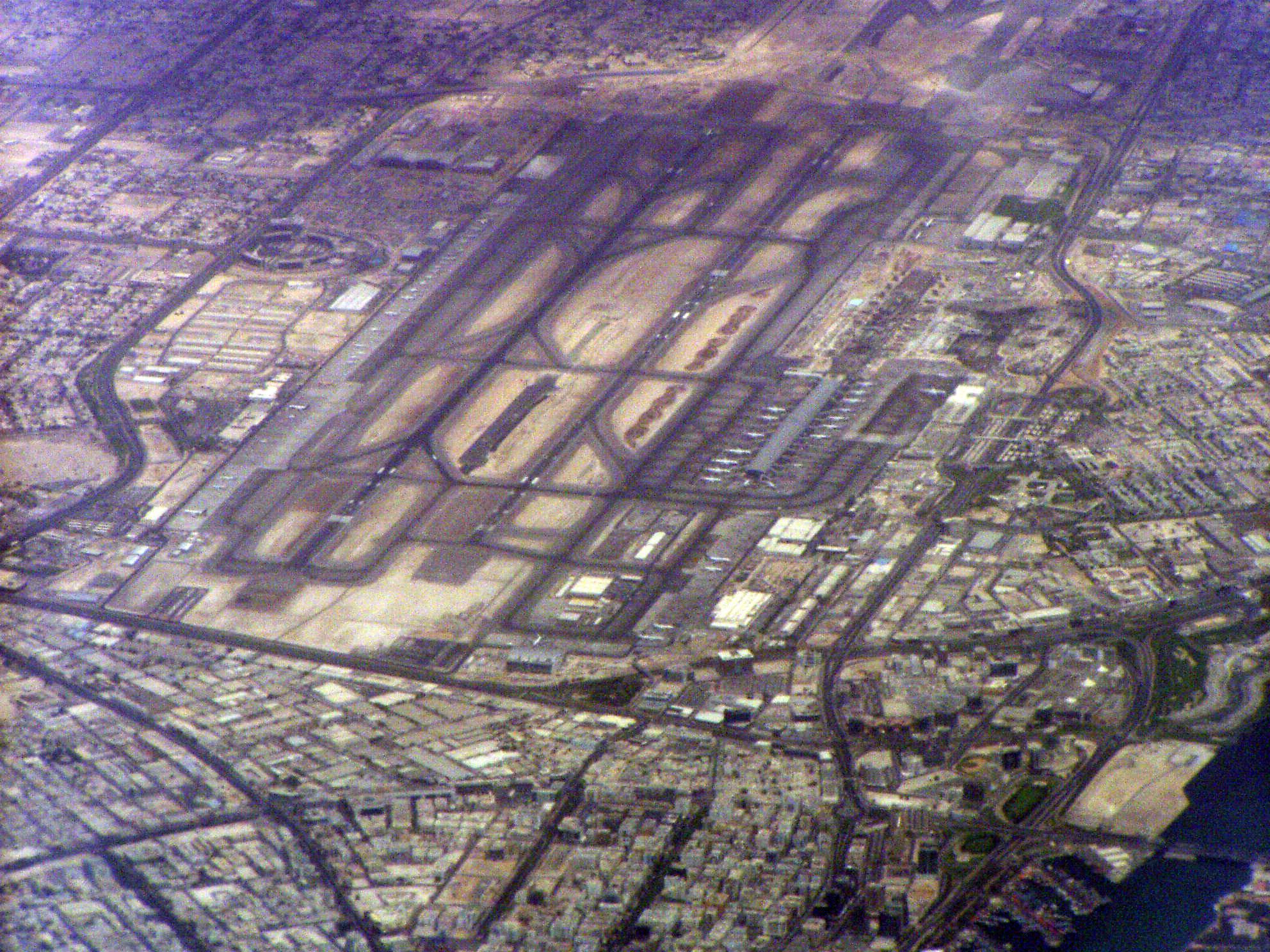
L'aeroport de Dubai.

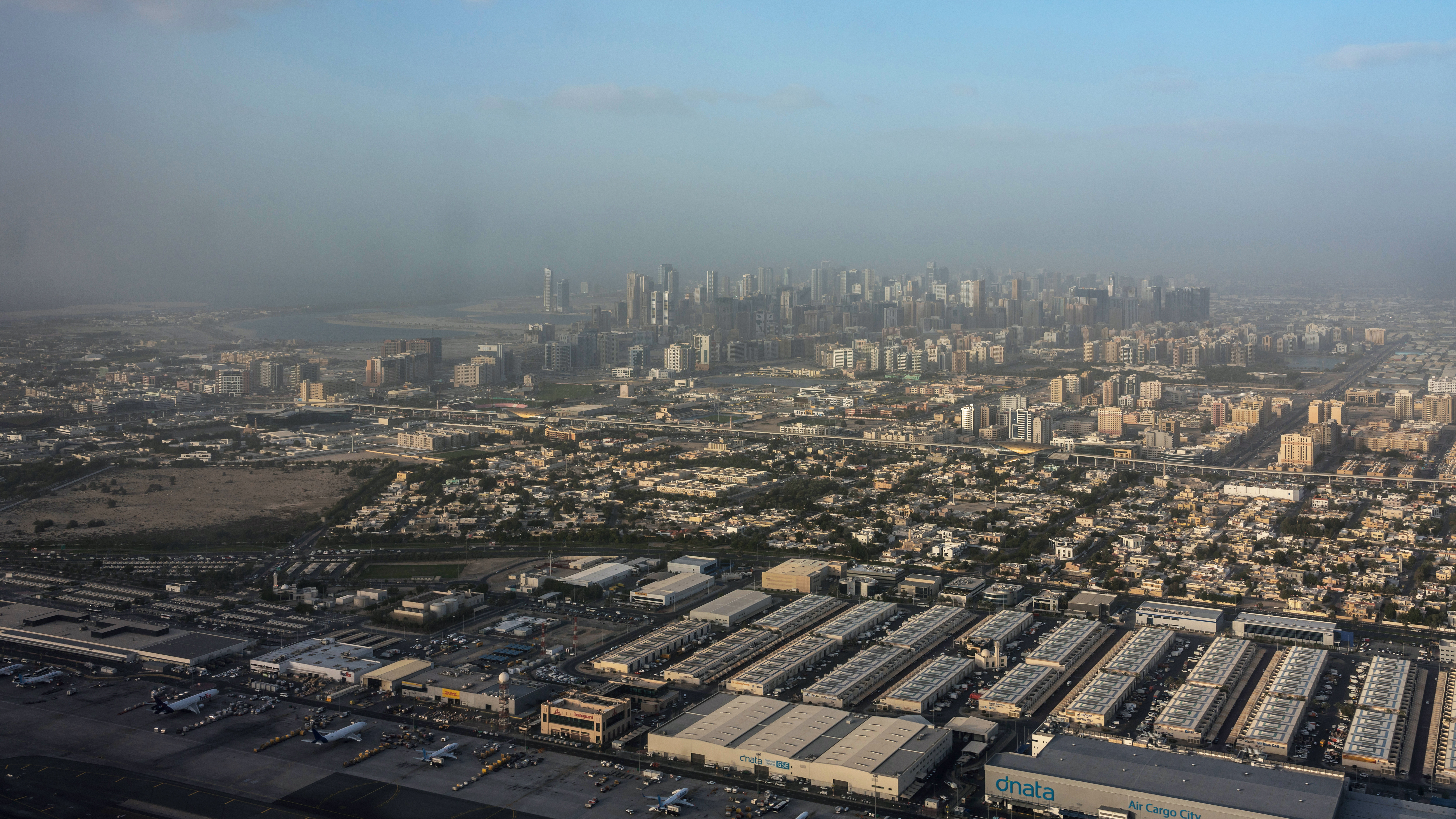
Vista aèria de Dubai.

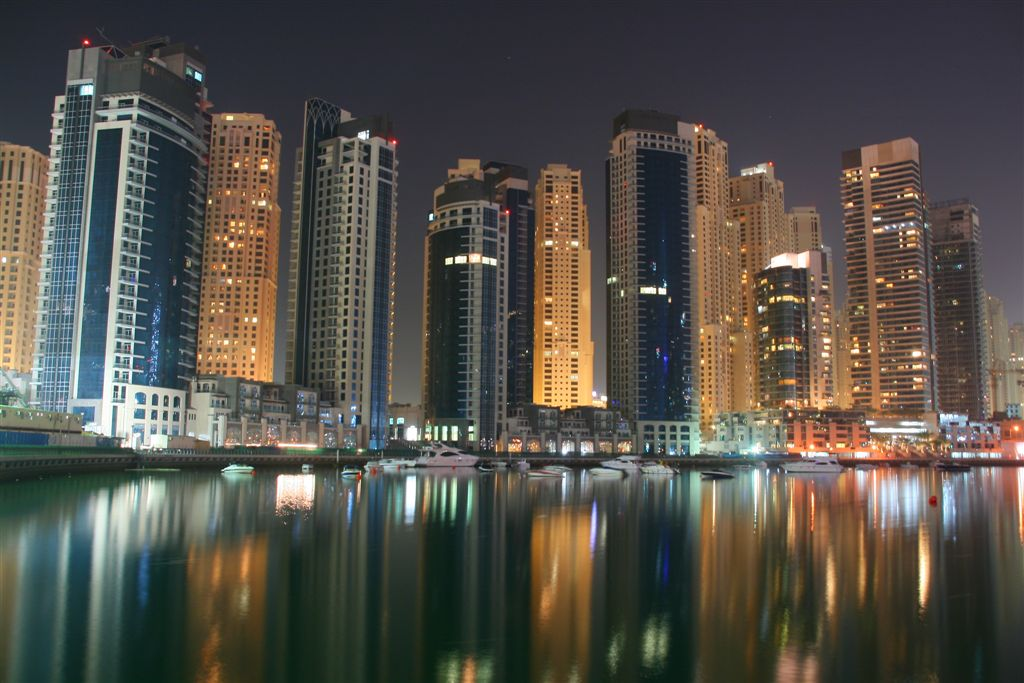
Vista nocturna del barri residencial Dubai Marina, el segon port esportiu artificial més gran del món.

El producte interior brut de Dubai del 2008 va ser de 82,11 bilions de dòlars. Tot i que l'economia de Dubai es va construir sobre la indústria petroliera, actualment els ingressos procedents del petroli i del gas natural representen menys del 6%. S'estima que Dubai produeix entre 50.000 i 70.000 barrils de petroli al dia i quantitats importants de gas als seus jaciments situats enfront de la costa. La participació de l'emirat en els ingressos procedents del gas del conjunt dels EAU és del voltant del 2%. Les reserves de petroli han disminuït significativament i s'espera que s'esgotin d'aquí a 20 anys.
Les principals destinacions de les exportacions de Dubai són l'Índia (5,8 bilions de dòlars), Suïssa (2,37 bilions de dòlars) i l'Aràbia Saudita (0,57 bilions de dòlars), mentre que els principals destinataris de les reexportacions són l'Índia (6,53 bilions de dòlars), l'Iran (5,8 bilions de dòlars) i l'Iraq (2,8 bilions de dòlars). Les importacions de Dubai procedeixen principalment de l'Índia (12,55 bilions de dòlars), la Xina (11,52 bilions de dòlars) i els Estats Units (7,57 bilions de dòlars). Des del 2009 l'Índia és el soci comercial més gran de Dubai.
Històricament, Dubai i Deira, la seva bessona a l'altra riba del khor (Dubai Creek), que havia estat una ciutat independent, van ser ports importants per a les manufactures occidentals. La majoria dels nous bancs i dels centres de negocis han establert la seu a la zona portuària. Dubai va mantenir la importància com a ruta comercial durant les dècades del 1970 i 1980. També és un centre per al comerç lliure de l'or i fins a la dècada del 1990 era el centre del contraban de lingots d'or vers l'Índia, on se n'havia restringit la importació. El port de Jebel Ali va ser construït a la dècada del 1970; és el port més gran del món fet mai per l'home i ocupa el setè lloc a escala mundial pel volum de trànsit de contenidors que té.
Dubai és també un centre per a les indústries de serveis com, per exemple, les tecnologies de la informació o les finances, i amb zones franques específiques a tota la ciutat. La Dubai Internet City, juntament amb la Dubai Media City com a part de la TECOM (Dubai Technology, Electronic Commerce and Media Free Zone Authority o Autoritat de la Zona Franca de la Teconologia, el Comerç Electrònic i els Mitjans de Comunicació de Dubai), és un enclavament d'aquest tipus on hi ha empreses de tecnologies de la informació com EMC Corporation, Oracle Corporation, Microsoft o IBM, i mitjans de comunicació com MBC, CNN, BBC, Reuters, Sky News o AP.
La decisió del govern de l'emirat de diversificar l'economia basada en el comerç dependent del petroli, per passar a una altra basada en els serveis i el turisme, va provocar un augment de la valoració dels béns immobles, amb un gran creixement dels preus entre el 2004 i el 2006. Però l'avaluació a llarg termini del mercat immobiliari de Dubai ha mostrat una tendència a la depreciació dels béns immobles, que en alguns casos han perdut el 64% del valor entre el 2001 i el 2008. Els projectes immobiliaris a gran escala van portar a la construcció d'alguns dels gratacels més alts i a desenvolupar projectes de construcció com les Torres dels Emirats, el Burj Khalifa, les Illes de la Palmera i el segon hotel més alt i el més car del món, el Burj al-Arab. La borsa de Dubai (Dubai Financial Market o DFM) va ser creada el març de l'any 2000 com un mercat secundari per a la negociació de valors i bons, tant locals com estrangers. En el quart trimestre del 2006, el volum d'operacions es va situar al voltant dels 400 milions d'accions, per un valor total de 95 bilions de dòlars. La DFM tenia una capitalització borsària de prop de 87 bilions de dòlars.
El mercat immobiliari va experimentar a Dubai un gran descens entre el 2008 i el 2009 com a resultat de la situació de desacceleració econòmica. Mohammed al-Abbar, executiu en cap de l'empresa immobiliària Emaar, va dir a la premsa internacional el desembre del 2008 que la societat tenia crèdits per un valor de 70 bilions de dòlars i l'estat de Dubai, 10 bilions addicionals, mentre que s'estimaven uns 350 bilions en actius immobiliaris. A principis del 2009, la situació va empitjorar amb la recessió provocada per la crisi econòmica mundial, amb un gran impacte negatiu sobre el preu dels béns immobles, la construcció i l'ocupació. A partir del febrer del 2009 el deute exterior de Dubai s'estima en uns 80 bilions de dòlars, tot i que es tracta només d'una petita fracció del deute públic de tot el món.
El turisme té un paper important en l'estratègia del govern de Dubai per tal de mantenir el flux de diners estrangers. L'atractiu principal de Dubai per als turistes són les botigues, però també la presència d'altres atraccions antigues i modernes. El 2007, Dubai va ser la vuitena ciutat més visitada del món. Les expectatives són que l'afluència de turistes continuï augmentant i s'arribi als 15 milions el 2015. Dubai és l'emirat més poblat dels set que componen els Emirats Àrabs Units i es diferencia dels altres pel fet que una gran part dels seus ingressos procedeixen del turisme.
Dubai és coneguda com la capital comercial del Pròxim Orient. Compta amb més de 70 grans centres comercials, incloent-hi el Mall de Dubai, que és el setè centre comercial més gran del món. La ciutat atrau un gran nombre de turistes dels països de la regió i de llocs tan llunyans com l'Europa de l'Est, Àfrica o el subcontinent indi, gràcies a les seves botigues. I mentre que les boutiques, algunes botigues d'electrònica, els grans magatzems i els supermercats operen sobre la base d'un preu fix, la majoria dels altres punts de venda consideren la negociació amistosa part de la seva manera de viure.
Dubai també és coneguda pels socs situats a banda i banda del khor, on daus tradicionals procedents de l'Extrem Orient, la Xina, Sri Lanka o l'Índia descarreguen la càrrega i les mercaderies són negociades en els socs adjacents als molls. També hi ha molts negocis i botigues de joies; la ciutat també és coneguda com la "ciutat de l'or". I el soc de l'or de Deira acull prop de 250 botigues de venda d'or al detall.

## Història

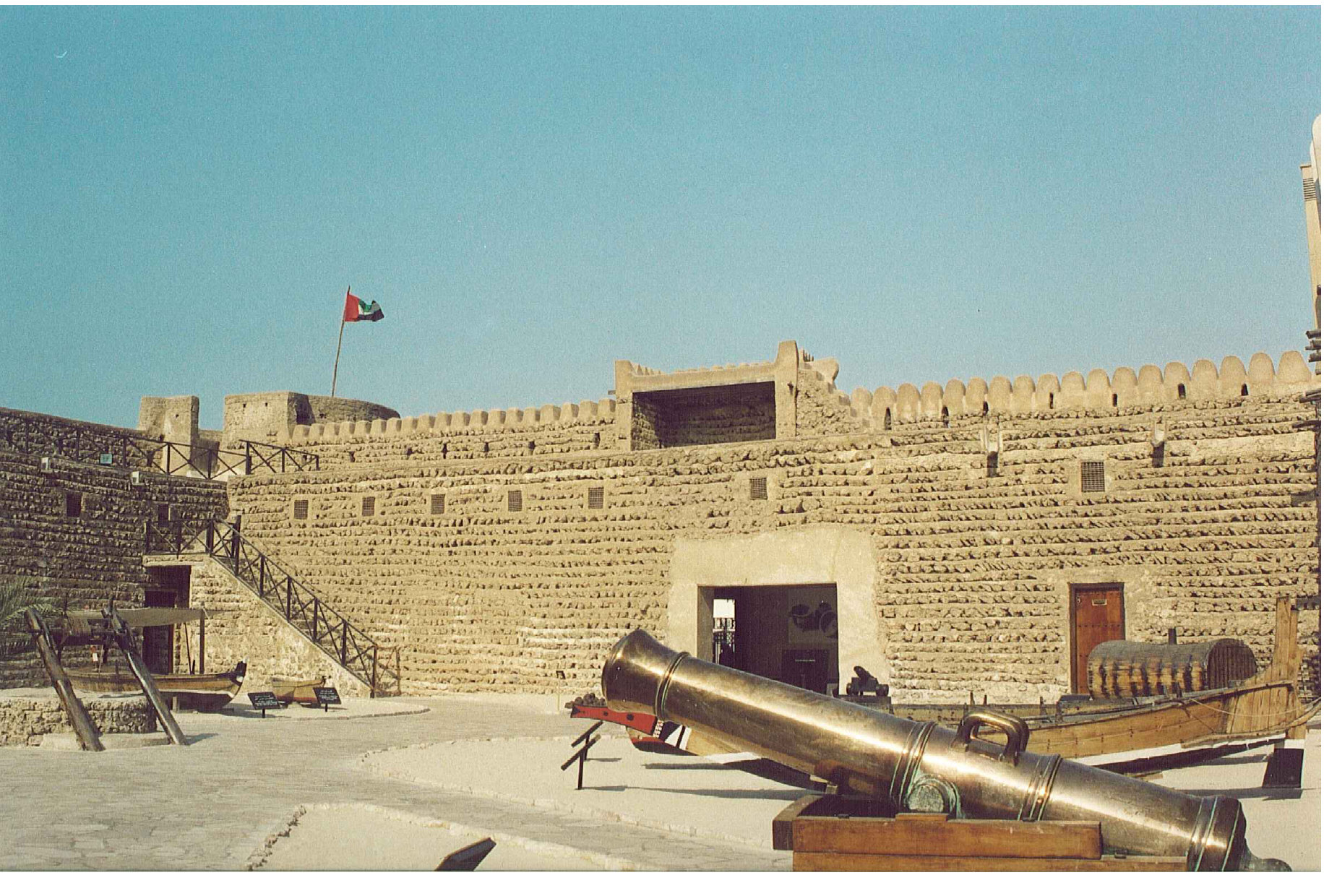
El fort d'al-Fahid, construït el 1799, és l'edifici més antic existent a Dubai i avui dia és part del Museu de Dubai.

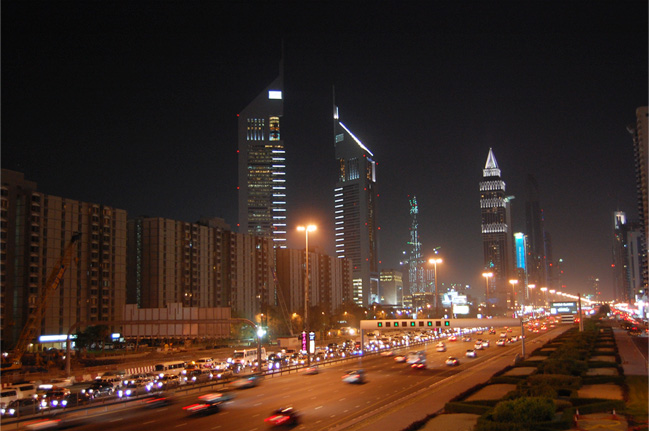
Dubai és una ciutat amb impressionants gratacels.

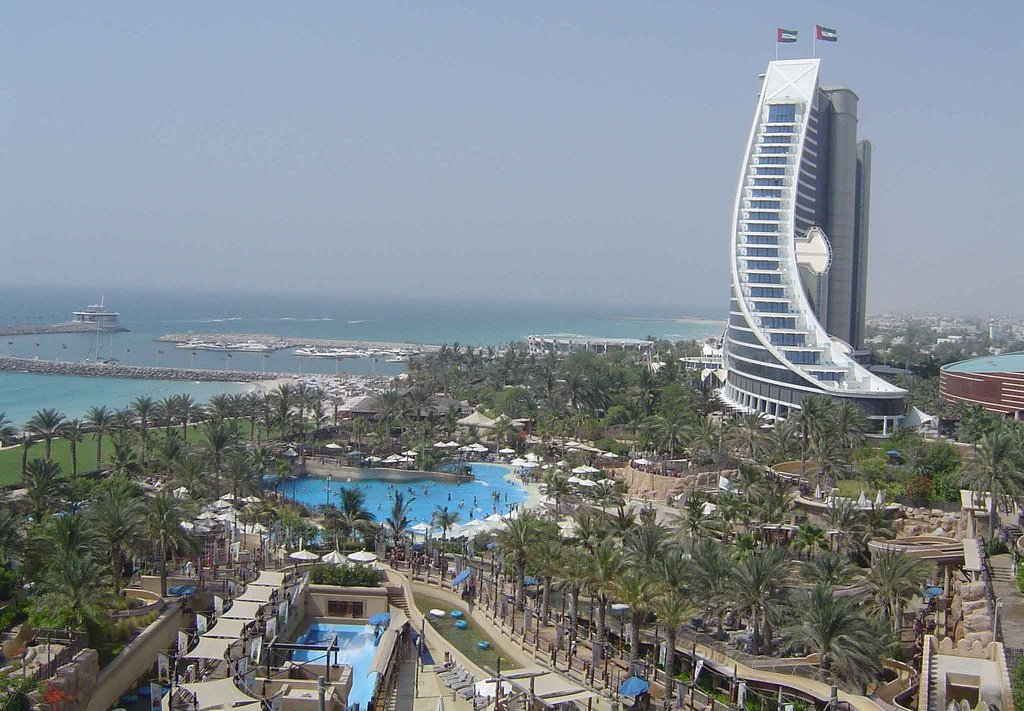
El turisme de luxe és una de les fonts d'ingressos de Dubai.

Encara que s'han trobat estris de pedra en molts llocs dels Emirats Àrabs Units, se sap molt poca cosa sobre els primers habitants de la zona, ja que només han estat trobats uns pocs assentaments. Moltes ciutats antigues d'aquesta zona eren centres comercials entre Orient i Occident. Les restes d'un antic manglar, datat el 7000 aC, van ser descoberts durant la construcció del clavegueram a prop del parc tecnològic Dubai Internet City. L'àrea va ser coberta per la sorra fa uns 5.000 anys quan la costa es van retirar cap a l'interior, esdevenint en una part de la línia costanera actual.
Abans de l'islam aquesta regió va ser controlada per l'Imperi Sassànida. Després de la difusió de l'Islam a la zona, el Califat Omeia va envair el sud-est d'Aràbia i va expulsar-ne els sassànides. Durant les excavacions realitzades pel Museu de Dubai a la regió de Jumeirah es van trobar diversos objectes de l'època omeia. Tot i els objectes abbàssides i omeies apareguts, no hi ha constància de l'existència d'un lloc anomenat Dubai abans del 1095, quan l'esmenta el geògraf andalusí al-Bakrí al seu llibre de geografia Mújam ma istajama min asmà al-bilad wa-l-mawadhi (معجم ما استعجم من أسماء البلاد والمواضع).
El joier venecià Gaspero Balbi va visitar la zona el 1580 i esmenta la ciutat de Dubai com a centre de la indústria de la perla. Documentalment Dubai ha existit des del 1799. El 8 de gener de 1820, el xeic de Dubai i d'altres de la zona van signar el primer tractat de pau amb els britànics. La zona era sota la dependència d'Abu Dhabi, però quan la germana del xeic Muhammad bin Hazza bin Zaal es va casar amb Sultan bin Saqr (1803-1866) de Sharjah, la influència de Sharjah va substituir la d'Abu Dhabi. El 1833 uns 800 membres del clan Al-Falasi (Al Falasa o Al Bu Falasa) de la tribu dels Banu Yas, majoritàriament pescadors de perles, van deixar Abu Dhabi a causa d'una disputa i van prendre el control de Dubai, establint la dinastia Al Maktoum.
El 1835 el xeic Maktoum I bin Bati bin Suhayl va signar un acord temporal de treva amb els britànics. El 1841 una greu epidèmia va obligar a evacuar la zona de Bur Dubai i la població es va traslladar a Deira; molts edificis foren enderrocats. A la mort del xeix el va succeir el 1852 el seu germà Said ben Bati que el 1855 signaria el tractat de treva perpètua amb els britànics. A la mort de Said els seus nebots Hushur (1859-1886) i Rashid (1886-1894) van continuar al capdavant jugant amb la rivalitat entre Abu Dhabi i Sharjah ara amb el suport d'un i ara amn el de l'altre (i fins i tot alguna vegada amb els petits xeicats d'Ajman i Umm al-Qaiwain), i el 1892 va ser el segon, Rashid, qui va signar els Acords Exclusius que posaven l'emirat sota protectorat britànic; en virtut d'aquests acords el xeic no podia establir acord amb cap estat estranger excepte la Gran Bretanya, a menys d'obtenir el consentiment previ. La crisi general que el final dels actes de pirateria va suposar en alguns ports de la zona no va afectar Dubai, que va créixer en importància arran del desenvolupament del comerç de les perles i el seu caràcter d'empori que atreia molts comerciants que visitaven Sharjah i Langeh, i encara més a partir de 1890 després que el port de Langeh havia estat tancat poc abans. Tanmateix, molts indis es van establir a Dubai.
El 1922 el xeic Said II ben Maktoum va signar un acord pel qual no podria donar concessions de recerca petrolífera a cap persona o societat que no fos designada pel govern britànic. Les concessions foren atorgades en dos terços a la British Petroleum Exploration Company Limited (antiga D'Arcy Exploration Company Limited) i en un terç a la Compagnie Francaise des Pétroles. Totes les prospeccions es van fer al llarg de la costa en territori de l'emirat i les concessions a la mar foren per la Trucial Coast Petroleum Development Limited (filial de la Iraq Petroleum Company).
Primer la guerra mundial de 1914 a 1918 i després la gran depressió del 1929 va afectar greument a la indústria de la perla, i molts dels seus habitants van haver d'emigrar a altres llocs. Després de la Segona Guerra Mundial el 1947 va esclatar la guerra amb Abu Dhabi per una qüestió de fronteres; l'arbitratge britànic de 1949 va imposar la línia fronterera a la zona costanera entre Dubai i Abu Dhabi amb una zona neutralitzada a la frontera entre el Ras Hasia i el desert. L'acord de 1969 va establir la frontera que va esdevenir permanent. Dubai, per la seva condició comercial, la recuperació parcial de la indústria de la perla, i l'exportació de peix sec, es va recuperar i el 1954 va ser elegida com a residència de l'agent polític dels Estats del Trucial (exclòs Abu Dhabi), fins llavors resident a Sharjah. En aquests anys es va construir l'aeroport, i es va iniciar l'electrificació i les primera línies de telèfon.
El 1966 es va descobrir petroli i es van fer noves concessions. El 1967 Dubai es va incorporar a la nova moneda de Qatar (el riyal de Qatar) a causa de la deflació de la rupia del golf per la devaluació feta de la seva matriu la rupia india, hi va romandre en aquest sistema monetari fins al 1973.
El 2 de desembre de 1971 Dubai va ingressar com un des xeicats constituents a la Federació dels Emirats Àrabs Units, junts amb Abu Dhabi, Ajman, Fujairah, Sharjah i Umm al-Qaiwain. Ras al-Khaimah va esdevenir independent però al cap de dos mesos va ingressar també a la federació. El 1979 es va signar un acord de límits entre Dubai i Abu Dhabi que fixava els detalls de la línia fronterera ja establerta.
El 1973 va adoptar la moneda federal, el dirham dels emirats. La ciutat va créixer extraordinàriament en part a causa de l'habilitat dels libanesos establerts al país fugint de la guerra civil. El 1979 es va establir la zona franca de Jebel Ali que va tenir un èxit extraordinari al poder repatriar capital sense límit i poder importar treballadors sense restriccions.
Dubai va donar suport a les forces americanes durant la guerra del Golf de 1990 (alliberament de Kuwait) i durant la invasió americana d'Iraq el 2003. Darrerament s'han establert noves zones franques.

### Canvis de fronteres
Dubai i Abu Dhabi van establir les fronteres al nord-oest de Dubai i nord-est d'Abu Dhabi, el 1949 després d'una guerra entre ambdós estats. La frontera al sud de Dubai i sud-est d'Abu Dhabi es va fixar el 18 de febrer de 1969 al tractat de Sumaih, i es va establir una zona neutralitzada entre ambdós al sud de Dubai entre Tawi al-Ashuh i Tawi Faqqa. La frontera a la costa amb Abu Dhabi es troba entre Jebel Ali (Djubayl) i Khor Ghanada, i la frontera amb Sharjah és a l'est del barri de Deira. Dubai va establir la seva frontera amb Sharjah l'octubre de 1960, i l'acord es va precisar el 1980, però el 1985 va sorgir un conflicte seriós sobre el camp de gas de Moghran i es va produir una mediació que finalment va portar a un acord el mateix any.

### Llista dels xeics

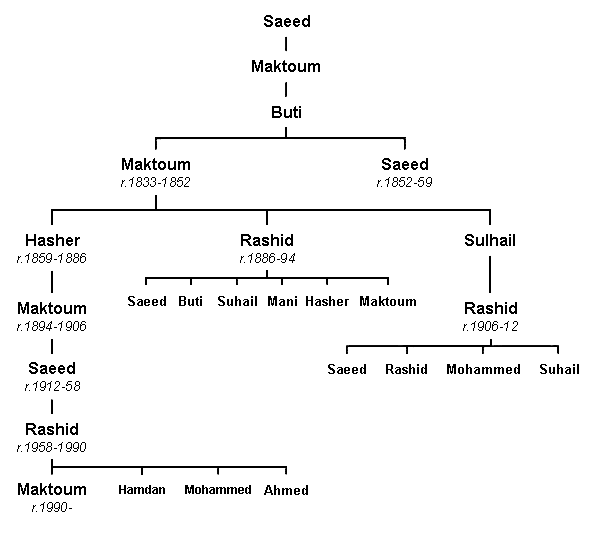
Genealogia de la dinastia governant a Dubai

- xeic Muhammad bin Hazza bin Zaal vers 1820-1830
- xeic Ubayd bin Saeed vers 1830-1833
- xeic Maktoum I bin Bati bin Suhayl 9 de juny de 1833 - 1852
- xeic Saeed I bin Bati 1852 - 1859
- xeic Hushur bin Maktoum 1859 - 22 de novembre de 1886
- xeic Rashid I bin Maktoum 22 de novembre de 1886 - 7 d'abril de 1894
- xeic Maktoum II bin Hushur 7 d'abril de 1894 - 16 de febrer de 1906
- xeic Bati bin Suhayl 16 de febrer de 1906 - novembre de 1912
- xeic Saeed II bin Maktoum Novembre de 1912 - 15 d'abril de 1929
- xeic Mani bin Rashid 15 d'abril de 1929 - 18 d'abril de 1929
- xeic Saeed II bin Maktoum 18 d'abril de 1929 - 10 de setembre de 1958
- xeic Rashid II bin Saeed Al Maktoum 10 de setembre de 1958 - 7 d'octubre de 1990
- xeic Maktoum III bin Rashid Al Maktoum 7 d'octubre de 1990 - 4 de gener del 2006
- xeic Muhammad bin Rashid Al Maktoum 4 de gener del 2006 -

### Escut i bandera

Escut

El tractat de 1820 va imposar al xeic el pavelló vermell amb franja blanca al pal, encara que a terra probablement es va conservar la bandera vermella llisa. No se sap en quin moment es va començar a usar la bandera amb la franja blanca a terra però en tot cas la proporció va ser rectangular 1:3 o més llarga, i probablement no va ser abans del tractat de treva temporal de 1835. Aquesta bandera era preferida pels Banu Yas i els seus aliats sobre l'altra bandera de vora blanca que usaven els Qawasimi. El 1939 el Flaggenbuch de la marina alemanya dona l'amplada de la franja en 1/6.
Els anys cinquanta (segle xx) està constat l'ús de la bandera amb franja i amb el nom del xeicat en blanc a la part vermella, ben segur utilitzada després del 1947 per distingir-se d'Abu Dhabi amb el qual va estar en guerra del 1947 al 1949. Les banderes modernes s'utilitzen amb una franja blanca d'1/3 i proporció 1:2 però el model oficial seria segons l'Àlbum de la Marina Francesa amb franja d'1/4 i proporció 1:2.
La bandera de la guàrdia del xeic és verda amb l'escut al centre; la policia de Dubai utilitza també bandera verda amb l'emblema en daurat al centre; l'acadèmia de policia té la mateixa bandera però al centre hi ha l'escut de l'acadèmia. Les duanes, l'aeroport, la zona de Jebel Ali, la universitat i la municipalitat utilitzen banderes blanques amb el logotip. La bandera de la Dubai Petroleum Company és vermella amb el logotip blanc al centre. Els departaments administratius també tenen banderes blanques amb el logotip al mig.
L'escut de Dubai és un oval amb dues imatges, una d'un vaixell —un dhow—, que simbolitza la costa, i a sota una d'una palmera, que simbolitza la part interior. Al damunt, un falcó. L'oval està flanquejat per branques de llorer i la bandera de l'emirat a cada costat. A sota, una cinta blanca amb el nom de l'emirat escrit en caràcters aràbics (دبي) i llatins (Dubai).

## Turisme
Una ciutat amb moltes cares, Dubai és una de les destinacions turístiques més populars del món. Aquesta ciutat, que és la seu de la torre més alta del món, el Burj Khalifa, és coneguda per la seva fastuosa arquitectura i les seves increïbles línies aèries. Gràcies a la seva costa i l'interior desèrtic, Dubai ofereix força d'activitats d'aventura com ara volts per les dunes, paracaigudisme sobre les illes Palm, submarinisme en esculls i derelictes, kite surf, wakeboard, etc.